# Nova impendet

Wappen Papst Pius’ XI.

Mit der Enzyklika Nova impendet reagierte Papst Pius XI. am 2. Oktober 1931 auf die Weltwirtschaftskrise zwischen 1929 und 1933. Die Enzyklika trägt den Untertitel: „Über die wirtschaftliche Krise“. Diese Finanzkrise war nicht auf einen Staat oder eine Staatengruppe beschränkt, sondern entwickelte sich durch Handels- und Kreditverflechtungen über die ganze Erde.
Der Papst beschrieb die wirtschaftliche Krise als eine „neue Geißel“ und behandelte nachdrücklich die internationale finanzielle Krise sowie die Folgen des Kurseinbruchs an der Börse.
Kurz nach seiner Enzyklika Quadragesimo anno (15. Mai 1931), die er anlässlich des vierzigsten Jahrestages der Enzyklika Rerum novarum von Papst Leo XIII. geschrieben hatte, sah er nun das gesamte soziale Gefüge in Gefahr. Erneut ging er auf die Frage der Arbeiter und die gesamte gesellschaftliche Ordnung ein. Er drängte auf Gesellschaftsreformen und sah nun auch, bedingt durch diese Finanzkrise, eine angemessene Hilfe durch staatliche und kommunale Stellen als nicht garantiert. Er zeigte Probleme der arbeitenden Bevölkerung auf, die in Arbeitslosigkeit und Depressionen gedrängt würden und verdammte das Wettrüsten in Europa und Japan.
Es war das erste Mal, dass sich ein Papst in die wirtschaftlichen Entwicklungen einmischte und vor einem internationalen Militarismus warnte.
Der Papst prangerte zudem das sich ausweitende Elend, besonders unter den Kindern, auf der Welt an und bat seine Mitbrüder, in ihren Verantwortungsbereichen und zuständigen Diözesen alles Notwendige zu unternehmen, damit den Armen und Gläubigen im würdigen Rahmen geholfen werden kann. Er ermahnte in seiner Exhortatio die Bischöfe der Welt und rief sie zu Einigkeit, Gegenwehr, Predigten, Gebeten und Großzügigkeit auf. Er bezeichnete den Kampf gegen die Armut als einen Kreuzzug, mit dem der heiligen Pflicht der Wohltätigkeit Nachdruck verliehen werden sollte.